# Buenos Aires Museo
El Buenos Aires Museo, llamado "Museo de la Ciudad" hasta 2021, es una institución de la ciudad de Buenos Aires, Argentina, cuyo objetivo es: 

(...) recopilar la historia de la ciudad de Buenos Aires, la de sus habitantes, sus usos y costumbres, su arquitectura y las vivencias de los porteños y de aquellos que pasaron por Buenos Aires.

El museo está formado por la unión de cuatro edificios urbanos de gran valor artístico e histórico. Inaugurado en 1968, ocupa la Casa de los Altos de Elorriaga (1808), la Casa de Ezcurra (1830), la Casa de los Altos de la Estrella (1894) y la Casa de los Querubines (alrededor de 1895).

## Creación e historia

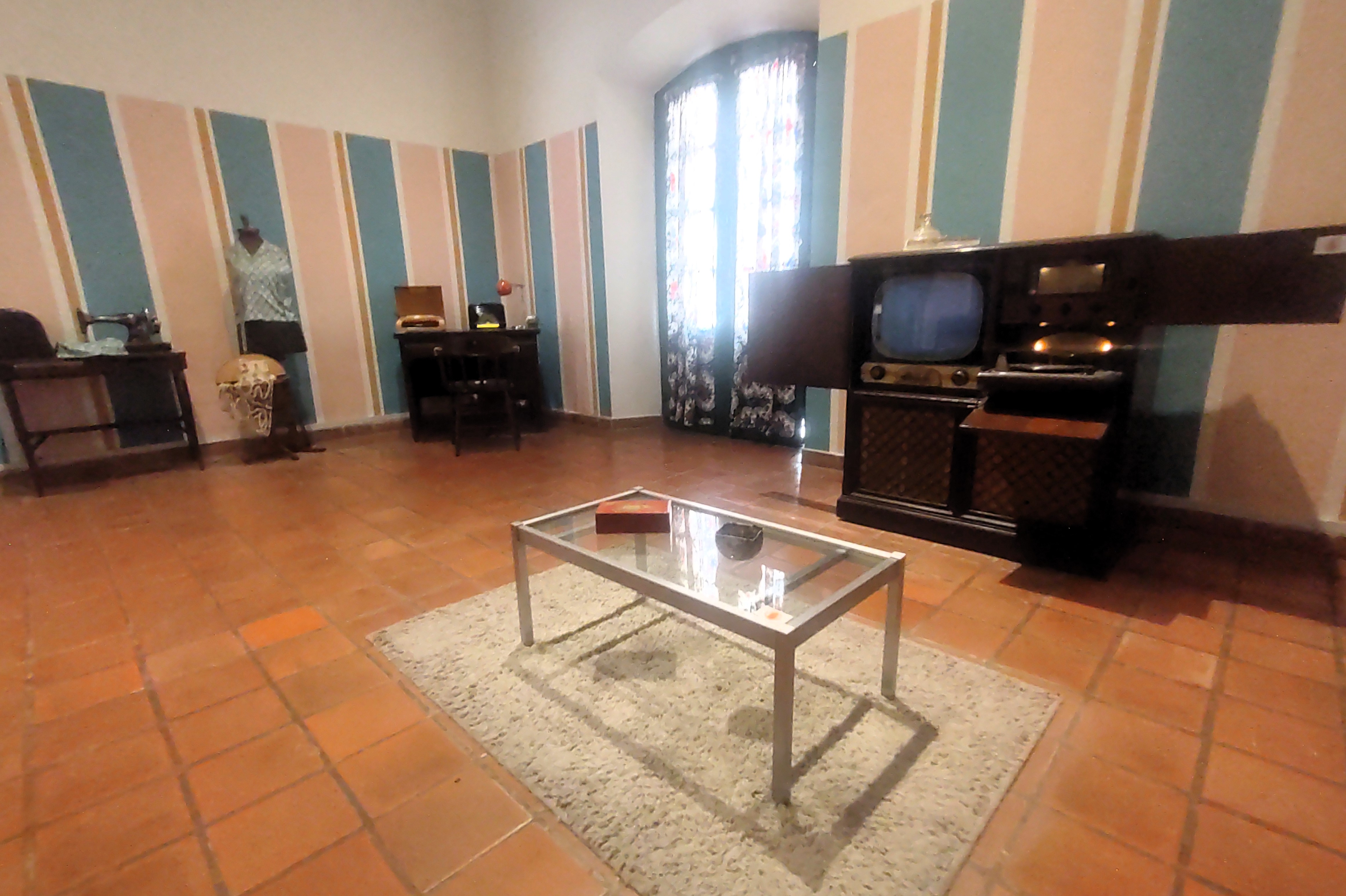
Recreación de una sala de estar de hace décadas.

En 1970, la Municipalidad de la Ciudad de Buenos Aires adquirió para el Museo la casa de dos plantas en la calle Alsina 412, construida en 1895 por el propietario de la histórica Farmacia La Estrella. Allí se instaló definitivamente en 1972, al tiempo que la Municipalidad adquiría otras dos casas cercanas que se contaban entre las más antiguas de la ciudad: los Altos de Elorriaga y los Altos de Ezcurra. Ambas se encontraban en avanzado deterioro, y no fue hasta el año 2008 cuando se emprendió definitivamente su restauración y puesta en valor.
En 1979, gracias al trabajo del Museo de la Ciudad dirigido por el arquitecto José María Peña, se creó la Zona Histórica de la Ciudad, hoy Área de Protección Histórica (APH), englobando al sector de los barrios de Monserrat y San Telmo al sur de la Plaza de Mayo. Fue el primer antecedente de las áreas protegidas que iban a ser recién  impulsadas en la década de 2000.
En 1999, el Gobierno de la Ciudad adquirió la Casa de los Querubines, edificio de tres plantas contiguo a la Farmacia la Estrella, para incorporarla al Museo de la Ciudad y transformarla en su nueva sede. 
En 2006, luego de 38 años a cargo y con 75 de edad, José María Peña fue reemplazado en la dirección del Museo, por uno de sus colaboradores cercanos: Eduardo Vázquez. Posteriormente la dirección estuvo a cargo del museólogo Ricardo Pinal Villanueva, y en diciembre de 2019, Dolores Jaureguialzo asumió como directora del museo.